# Danny Elfman
Daniel Robert Elfman, detto Danny (Los Angeles, 29 maggio 1953), è un compositore, cantante e attore statunitense, autore di oltre cento colonne sonore di film, collaboratore abituale dei registi Tim Burton e Sam Raimi.
Grazie ai suoi lavori ha ottenuto numerosi riconoscimenti, tra cui un Grammy Awards, due Emmy Awards, sei Saturn Awards, ed è stato candidato quattro volte agli Oscar e tre volte ai Golden Globe. Gli è stato inoltre conferito il Disney Legend Award nel 2015 e il Max Steiner Film Music Achievement Award ai BMI Awards del 2017.

## Biografia
Elfman nasce a Los Angeles, in California, nel 1953 in una famiglia ebraica ashkenazita d'origini polacche e russe, figlio del docente Milton Elfman e della scrittrice Blossom Bernstein.
È cresciuto a Baldwin Hills, un quartiere di Los Angeles. Scopre relativamente tardi il suo talento musicale. Agli inizi degli anni settanta, durante un soggiorno a Parigi con il fratello maggiore Richard, fonda un gruppo musicale: Mystic Knights of Oingo-Boingo. Il gruppo nasce esclusivamente per il debutto cinematografico di Richard, Forbidden Zone (1980), dove Elfman recita anche in un piccolo ruolo: quello di Satana.
La musica di Elfman riscuote un discreto successo, ed il suo gruppo viene chiamato da altri registi per comporre colonne sonore: spesso il nome del gruppo viene abbreviato in Oingo Boingo, e si alterna fra musica per film e concerti rock.
Entrato nell'ambiente cinematografico, agli inizi degli anni ottanta Elfman conosce l'allora esordiente regista Tim Burton, con il quale stringe un rapporto di collaborazione e di amicizia destinato a durare per molto tempo. Burton gli chiede di scrivere la colonna sonora per la sua prima opera importante, Pee-wee's Big Adventure (1985), che segna anche l'esordio di Elfman come musicista orchestrale, senza gli Oingo Boingo.

## Vita privata
È zio dell'attore Bodhi Elfman, a sua volta sposato con l'attrice Jenna Elfman. Ha due figlie, Lola (1979) e Mali (1984), nate dal suo primo matrimonio con la produttrice cinematografica Geri Eisenmenger, finito poi con un divorzio.
Il 26 novembre 2003 ha sposato l'attrice Bridget Fonda, con cui ha avuto un figlio, Oliver, nato nel 2005.
Si professa ateo da quando aveva 11/12 anni e, dal punto di vista filosofico, un cinico.

## Filmografia

### Colonne sonore

#### Cinema
- Forbidden Zone, regia di Richard Elfman (1982) - con gli Oingo Boingo
- Pee-wee's Big Adventure, regia Tim Burton (1985)
- A scuola con papà (Back to School), regia di Alan Metter (1986)
- Summer School: Una vacanza da ripetenti (Summer School), regia di Carl Reiner (1987)
- Wisdom, regia di Emilio Estevez e Robert Wise (1987)
- Beetlejuice - Spiritello porcello (Beetlejuice), regia di Tim Burton (1988)
- Prima di mezzanotte (Midnight Run), regia di Martin Brest (1988)
- Don, un cavallo per amico (Hot to Trot), regia di Michael Dinner (1988)
- S.O.S. fantasmi (Scrooged), regia di Richard Donner (1988)
- Big Top Pee-wee - La mia vita picchiatella (Big Top Pee-wee), regia di Randal Kleiser (1988)
- Batman, regia di Tim Burton (1989)
- Cabal (Nightbreed), regia di Clive Barker (1989)
- Dick Tracy, regia di Warren Beatty (1990)
- Darkman, regia di Sam Raimi (1990)
- Edward mani di forbice (Edward Scissorhands), regia di Tim Burton (1991)
- Articolo 99 (Articl 99), regia di Howard Deutch (1992)
- Batman - Il ritorno (Batman Returns), regia di Tim Burton (1992)
- L'armata delle tenebre (Army of Darkness), regia di Sam Raimi (1992)
- Sommersby, regia di Jon Amiel (1993)
- Nightmare Before Christmas, regia di Henry Selick (1993)
- Black Beauty, regia di Caroline Thompson (1994)
- L'ultima eclissi (Dolores Claiborne), regia di Taylor Hackford (1995)
- Dollari sporchi (Dead Presidents), regia di Albert Hughes e Allen Hughes (1995)
- Da morire (To Die For), regia di Gus Van Sant (1995)
- Mission: Impossible, regia di Brian De Palma (1996)
- Sospesi nel tempo (The Frighteners), regia di Peter Jackson (1996)
- Freeway - No Exit (Freeway), regia di Matthew Bright (1996)
- Extreme Measures - Soluzioni estreme (Extreme Measures), regia di Michael Apted (1996)
- Mars Attacks!, regia di Tim Burton (1996)
- Men in Black, regia di Barry Sonnenfeld (1997)
- Flubber - Un professore tra le nuvole (Flubber), regia di Les Mayfield (1997)
- Will Hunting - Genio ribelle (Good Will Hunting), regia di Gus Van Sant (1997)
- Soldi sporchi (A Simple Plan), regia di Sam Raimi (1998)
- A Civil Action, regia di Steven Zaillian (1998)
- Instinct - Istinto primordiale (Instinct), regia di Jon Turteltaub (1999)
- La mia adorabile nemica (Anywhere But Here), regia di Wayne Wang (1999)
- Il mistero di Sleepy Hollow (Sleepy Hollow), regia di Tim Burton (1999)
- Rapimento e riscatto (Proof of Life), regia di Taylor Hackford (2000)
- The Family Man, regia di Brett Ratner (2000)
- Planet of the Apes - Il pianeta delle scimmie (Planet of the Apes), regia di Tim Burton (2001)
- Spider-Man, regia di Sam Raimi (2002)
- Men in Black II, regia di Barry Sonnenfeld (2002)
- Red Dragon, regia di Brett Ratner (2002)
- Chicago, regia di Rob Marshall (2002)
- Hulk, regia di Ang Lee (2003)
- Big Fish - Le storie di una vita incredibile (Big Fish), regia di Tim Burton (2003)
- Spider-Man 2, regia di Sam Raimi (2004)
- La fabbrica di cioccolato (Charlie and the Chocolate Factory), regia di Tim Burton (2005)
- La sposa cadavere (Corpse Bride), regia di Tim Burton e Mike Johnson (2005)
- Deep Sea: Il mondo sommerso (Deep Sea 3D), regia di Howard Hall (2006)
- Super Nacho (Nacho Libre), regia di Jared Hess (2006)
- La tela di Carlotta (Charlotte's Web), regia di Gary Winick (2006)
- I Robinson - Una famiglia spaziale (Meet the Robinsons), regia di Stephen J. Anderson (2007)
- The Kingdom, regia di Peter Berg (2007)
- Standard Operating Procedure - La verità dell'orrore (Standard Operating Procedure), regia di Errol Morris (2008)
- Wanted - Scegli il tuo destino (Wanted), regia di Timur Bekmambetov (2008)
- Hellboy: The Golden Army (Hellboy II: The Golden Army), regia di Guillermo del Toro (2008)
- Milk, regia di Gus Van Sant (2008)
- Notorius B.I.G. (Notorious), regia di George Tillman, Jr. (2009)
- Terminator Salvation, regia di McG (2009)
- Motel Woodstock (Taking Woodstock), regia di Ang Lee (2009)
- 9, regia di Shane Acker (2009)
- Wolfman (The Wolfman), regia di Joe Johnston (2009)
- Alice in Wonderland, regia di Tim Burton (2010)
- The Next Three Days, regia di Paul Haggis (2010)
- L'amore che resta (Restless), regia di Gus Van Sant (2011)
- Real Steel, regia di Shawn Levy (2011)
- Dark Shadows, regia di Tim Burton (2012)
- Men in Black 3, regia di Barry Sonnenfeld (2012)
- Frankenweenie, regia di Tim Burton (2012)
- Il lato positivo - Silver Linings Playbook (Silver Linings Playbook), regia di David O. Russell (2012)
- Hitchcock, regia di Sacha Gervasi (2012)
- Promised Land, regia di Gus Van Sant (2012)
- Il grande e potente Oz (Oz the Great and Powerful), regia di Sam Raimi (2013)
- Epic - Il mondo segreto (Epic), regia di Chris Wedge (2013)
- American Hustle - L'apparenza inganna (American Hustle), regia di David O. Russell (2013)
- The Unknown Known, regia di Errol Morris (2013)
- Mr. Peabody e Sherman (Mr. Peabody & Sherman), regia di Rob Minkoff (2014)
- Big Eyes, regia di Tim Burton (2014)
- The End of the Tour - Un viaggio con David Foster Wallace (The End of the Tour), regia di James Ponsoldt (2015)
- Cinquanta sfumature di grigio (Fifty Shades of Grey), regia di Sam Taylor-Johnson (2015)
- Avengers: Age of Ultron, regia di Joss Whedon (2015)
- Piccoli brividi (Goosebumps), regia di Rob Letterman (2015)
- Alice attraverso lo specchio (Alice Through the Looking Glass), regia di James Bobin (2016)
- Somnia (Before I Wake), regia di Mike Flanagan (2016)
- La ragazza del treno (The Girl on the Train), regia di Tate Taylor (2016)
- La ragazza dei tulipani (Tulip Fever), regia di Justin Chadwick (2017)
- Cinquanta sfumature di nero (Fifty Shades Darker), regia di James Foley (2017)
- The Circle, regia di James Ponsoldt (2017)
- Justice League, regia di Zack Snyder (2017)
- Cinquanta sfumature di rosso (Fifty Shades Freed), regia di James Foley (2018)
- Don't Worry (Don't Worry, He Won't Get Far on Foot), regia di Gus Van Sant (2018)
- Il Grinch (The Grinch), regia di Yarrow Cheney e Scott Mosier (2018)
- Dumbo, regia di Tim Burton (2019)
- Men in Black: International, regia di F. Gary Gray (2019)
- Dolittle, regia di Stephen Gaghan (2020)
- La donna alla finestra (The Woman in the Window), regia di Joe Wright (2021)
- Doctor Strange nel Multiverso della Follia (Doctor Strange in the Multiverse of Madness), regia di Sam Raimi (2022)
- Rumore bianco (White Noise), regia di Noah Baumbach (2022)
- 65 - Fuga dalla Terra (65), regia di Scott Beck e Bryan Woods (2023)
- Beetlejuice Beetlejuice, regia di Tim Burton (2024)

#### Televisione
- I Simpson (The Simpsons) - serie TV (1989-in corso)
- Batman (Batman: The Animated Series o Batman TAS) - serie animata (1992-1995)
- Desperate Housewives - serie TV (2004-2012)
- Mercoledì (Wednesday) - serie TV (2022-in corso)

### Attore
- I Never Promised You a Rose Garden, regia di Anthony Page (1977)
- Forbidden Zone, regia di Richard Elfman (1980)
- Urgh! A Music War (1981)
- Good Morning, Mr. Orwell (1984)
- A scuola con papà (Back to School), regia di Alan Metter (1986)
- The Gift, regia di Sam Raimi (2000)
- Finding Kraftland, regia di Richard Kraft - documentario (2006)

## Discografia
Gratitude - 1985 (singolo)
So-Lo - 1984 (album)

## Riconoscimenti
- Premio Oscar
  - 1998 – Candidatura alla Migliore colonna sonora (drammatica) per Will Hunting - Genio ribelle
  - 1998 – Candidatura alla Migliore colonna sonora (musical o commedia) per Men in Black
  - 2004 – Candidatura alla Migliore colonna sonora per Big Fish - Le storie di una vita incredibile
  - 2009 – Candidatura alla Migliore colonna sonora per Milk
- Golden Globe
  - 1994 – Candidatura alla Migliore colonna sonora originale per Nightmare Before Christmas
  - 2004 – Candidatura alla Migliore colonna sonora originale per Big Fish - Le storie di una vita incredibile
  - 2011 – Candidatura alla Migliore colonna sonora originale per Alice in Wonderland
- Premio BAFTA
  - 2003 – Candidatura alla Migliore colonna sonora per Chicago
  - 2011 – Candidatura alla Migliore colonna sonora per Alice in Wonderland
- Saturn Award
  - 1990 – Candidatura alla Miglior colonna sonora per Beetlejuice - Spiritello porcello
  - 1992 – Candidatura alla Miglior colonna sonora per Edward mani di forbice
  - 1994 – Miglior colonna sonora per Nightmare Before Christmas
  - 1996 – Candidatura alla Miglior colonna sonora per L'ultima eclissi
  - 1997 – Miglior colonna sonora per Mars Attacks!
  - 1998 – Miglior colonna sonora per Men in Black
  - 2000 – Miglior colonna sonora per Il mistero di Sleepy Hollow
  - 2003 – Miglior colonna sonora per Spider-Man
  - 2004 – Candidatura alla Miglior colonna sonora per Hulk
  - 2005 – Candidatura alla Miglior colonna sonora per Spider-Man 2
  - 2006 – Candidatura alla Miglior colonna sonora per La fabbrica di cioccolato
  - 2013 – Miglior colonna sonora per Frankenweenie
  - 2014 – Candidatura alla Miglior colonna sonora per Il grande e potente Oz
  - 2019 – Candidatura alla Miglior colonna sonora per Dumbo
  - 2022 – Miglior colonna sonora per Doctor Strange nel Multiverso della Follia
- BMI Film & TV Award
  - 1987 – BMI Film Music Award per A scuola con papà
  - 1989 – BMI Film Music Award per Beetlejuice - Spiritello porcello
  - 1989 – BMI Film Music Award per S.O.S. fantasmi
  - 1990 – BMI Film Music Award per Dick Tracy
  - 1990 – BMI Film Music Award per Batman
  - 1993 – BMI Film Music Award per Batman - Il ritorno
  - 1996 – Candidatura ai BMI TV Music Award per I Simpson
  - 1997 – BMI Film Music Award per Mission: Impossible
  - 1998 – BMI Film Music Award per Will Hunting - Genio ribelle
  - 1998 – BMI Film Music Award per Men in Black
  - 1998 – BMI Film Music Award per Flubber - Un professore tra le nuvole
  - 1998 – BMI TV Music Award per I Simpson
  - 2000 – BMI Film Music Award per Il mistero di Sleepy Hollow
  - 2001 – BMI Film Music Award per The Family Man
  - 2002 – BMI Film Music Award per Planet of the Apes - Il pianeta delle scimmie
  - 2003 – BMI Film Music Award per Chicago
  - 2003 – BMI Film Music Award per Spider-Man
  - 2003 – BMI Film Music Award per Men in Black II
  - 2003 – BMI TV Music Award per I Simpson
  - 2004 – BMI Film Music Award per Hulk
  - 2005 – BMI Film Music Award per Spider-Man 2
  - 2007 – BMI Film Music Award per La tela di Carlotta
  - 2007 – BMI Film Music Award per I Robinson - Una famiglia spaziale
  - 2007 – BMI Film Music Award per Super Nacho
  - 2010 – BMI Film Music Award per Terminator Salvation
  - 2010 – BMI Film Music Award per Alice in Wonderland
- BRIT Awards
  - 1990 – Migliore colonna sonora per Batman
- Grammy Award
  - 1990 – Miglior composizione strumentale per Batman
  - 1990 – Candidatura al Miglior album di un punteggio di fondo strumentale originale scritto per un film per Batman
  - 1991 – Candidatura al Miglior album di una colonna sonora per un film cinematografico, televisivo o altri media per Dick Tracy
  - 1992 – Candidatura al Miglior album di una colonna sonora per un film cinematografico, televisivo o altri media per Edward mani di forbice
  - 1994 – Candidatura al Miglior album di musica per bambini per Nightmare before Christmas
  - 1998 – Candidatura al Miglior album di una colonna sonora per un film cinematografico, televisivo o altri media per Men in Black
  - 2002 – Candidatura al Miglior album di una colonna sonora per un film cinematografico, televisivo o altri media per Planet of the Apes - Il pianeta delle scimmie
  - 2003 – Candidatura al Miglior album di una colonna sonora per un film cinematografico, televisivo o altri media per Spider-Man
  - 2004 – Candidatura al Miglior album di una colonna sonora per un film cinematografico, televisivo o altri media per Big Fish - Le storie di una vita incredibile
  - 2007 – Candidatura al Miglior canzone scritta per un film cinematografico, televisivo o altri media per La fabbrica di cioccolato
  - 2010 – Candidatura al Miglior album di una colonna sonora per un film cinematografico, televisivo o altri media per Milk
  - 2011 – Candidatura al Migliore colonna sonora per Alice in Wonderland
- Critics' Choice Awards
  - 2004 – Candidatura alla Migliore colonna sonora per Big Fish - Le storie di una vita incredibile
  - 2009 – Candidatura alla Migliore colonna sonora per Milk
- Satellite Award
  - 1997 – Candidatura alla Miglior colonna sonora originale per Mars Attacks!
  - 2000 – Miglior colonna sonora originale per Il mistero di Sleepy Hollow
  - 2001 – Candidatura alla Miglior colonna sonora originale per Rapimento e riscatto
  - 2005 – Candidatura alla Miglior colonna sonora originale per Spider-Man 2
  - 2005 – Candidatura alla Miglior colonna sonora originale per La sposa cadavere
  - 2008 – Candidatura alla Miglior colonna sonora originale per Milk
- Chicago Film Critics Association Awards
  - 1999 – Candidatura alla Miglior colonna sonora originale per Soldi sporchi
  - 2004 – Candidatura alla Miglior colonna sonora originale per Big Fish - Le storie di una vita incredibile
  - 2006 – Candidatura alla Miglior colonna sonora originale per La fabbrica di cioccolato
  - 2008 – Candidatura alla Miglior colonna sonora originale per Milk
- San Diego Film Critics Society Awards
  - 2010 – Candidatura alla Miglior colonna sonora per Alice in Wonderland
- Las Vegas Film Critics Society Awards
  - 2010 – Candidatura alla Miglior colonna sonora per Alice in Wonderland
- Phoenix Film Critics Society Awards
  - 2004 – Candidatura alla Migliore colonna sonora per Big Fish - Le storie di una vita incredibile
  - 2005 – Migliore colonna sonora per La fabbrica di cioccolato
  - 2012 – Candidatura alla Migliore colonna sonora per Hitchcock

## Doppiatori italiani
- Renato Zero in Nightmare Before Christmas (Jack Skeletron)
- Francesco Caruso Cardelli in Nightmare Before Christmas (Prendo, parte parlata)
- Ermavilo in Nightmare Before Christmas (Prendo, parte cantata)
- Claudio Compagno in La sposa cadavere